# Eudognina encausta
Eudognina encausta är en fjärilsart som beskrevs av Antonius Johannes Theodorus Janse 1920. Eudognina encausta ingår i släktet Eudognina och familjen tandspinnare. Inga underarter finns listade i Catalogue of Life.